# Kalkoen (dier)
De kalkoen (Meleagris gallopavo) is een vogel uit de familie van de fazantachtigen (Phasianidae) en is familie van de kip. 

## Kenmerken
Een kalkoen wordt gekenmerkt door zijn bronskleurig, iriserend verenkleed en de naakte rode kop, met vlezige blauwe en rode lellen aan beide kanten van zijn snavel en het geluid dat hij voortbrengt.
Een volwassen kalkoen heeft tussen de vijfduizend en zesduizend veren, verspreid over zijn hele lichaam. Het verschil tussen de mannetjes en vrouwtjes is vooral aan de kleur te zien: mannetjes zijn veel kleurrijker dan vrouwtjes. Daarnaast hebben mannetjes ook nog sporen en een baard; beide geslachten worden geboren met een kleine knop aan de achterkant van de poten, maar bij het mannelijke geslacht begint dit al snel te groeien tot een gebogen en puntige spoor die wel 5 cm lang kan worden. Mannetjes hebben ook baarden die uit hun borst groeien en een gemiddelde lengte bereiken van 22,5 cm. Hier moet wel aan worden toegevoegd dat 10-20 % van de vrouwtjes ook baarden krijgen.

## Leefwijze
Deze omnivore dieren eten allerlei zaden, kruiden, wortels, knoppen en bloemen, maar ook insecten en andere ongewervelden staan op het menu. De kuikens voeden zich vooral met insecten. Het grootste deel van het jaar leven kalkoenen in groepjes van ongeveer 20 vogels, maar tijdens het broedseizoen hebben de mannetjes elk een eigen territorium. Ze baltsen met uitgespreide staart, laaggehouden vleugels en opgeheven kop, terwijl ze klokkende geluiden maken. Ze paren met meerdere vrouwtjes.

## Eigenschappen
Kalkoenen zijn zeer weerbaar: ze pikken, krabben en delen klappen uit met hun vleugels. Ze hebben een uitstekend gezichtsvermogen overdag, maar 's nachts kunnen ze minder goed zien. Ze zijn ook zeer beweeglijk. Een kalkoen haalt een loopsnelheid van wel 40 km/h en ze vliegen met snelheden van rond de 90 km/h. Het is een standvogel.

## Geschiedenis
De kalkoen bestaat ook in gedomesticeerde vorm. De wilde vorm is afkomstig uit Noord- en Centraal-Amerika, waar hij door de Maya's gehouden werd (ondersoort Meleagris gallopavo mexicana). In de 16e eeuw werd de vogel in Europa populair op het menu. Het beest werd bij de Europese ontdekking van Amerika aangezien voor een parelhoen, een vogel die men uit het oosten kende. De namen kalkoen ('Calicoet-hoen'), dinde (Frans: 'poule d'Inde', 'Indiase kip') en turkey (Engels: 'turkey fowl, turkey hen', 'turkije hen') waren oorspronkelijk synoniemen voor het parelhoen. De Pilgrim Fathers namen kalkoenen mee naar Noord-Amerika. Dat was echter onnodig, aangezien daar een andere grote, wilde ondersoort bleek voor te komen, namelijk de "wild turkey" of Meleagris gallopavo silvestris. Deze ondersoort wordt in de VS traditioneel gegeten op Thanksgiving Day.
In 2010 werden in Nederland ruim 1.000.000 kalkoenen in de landbouw gehouden.

## Ondersoorten
Er worden zes ondersoorten onderscheiden:
- M. g. silvestris (Vieillot 1817) - zuidelijk Canada, centrale en oostelijke Verenigde Staten.
- M. g. osceola (Scott, 1890) - Florida.
- M. g. intermedia (Sennett, 1879) - van noordelijk Texas tot het oostelijke deel van Centraal-Mexico.
- M. g. merriam (Nelson, 1900) - de westelijke Verenigde Staten.
- M. g. mexicana (Gould, 1856) - noordwestelijk en het noordelijke deel van Centraal-Mexico.
- M. g. gallopavo (Linnaeus, 1758) - zuidelijk Mexico.

## Rassen
Van de gedomesticeerde kalkoen zijn ongeveer twintig rassen bekend:
- Amerikaanse bronskalkoen of Bronze
- Ardenner rood
- Auburn
- Beltsville Small White
- Bourbon red
- Broadbreasted white
- Buff
- Cröllwitzer
- Duitse blauwe
- Gers
- Kelly bronze
- Midget white
- Narragansett
- Norfolk black of Black Spanish
- Ronquières
- Royal palm
- Slate kalkoen
- Sologne
- White Holland

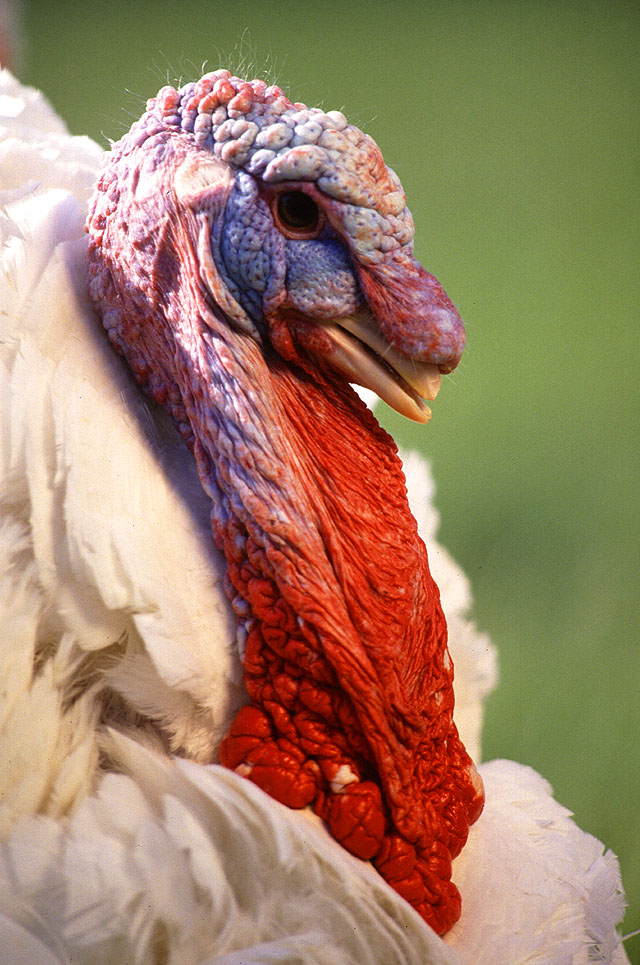
Mannelijke kalkoen.
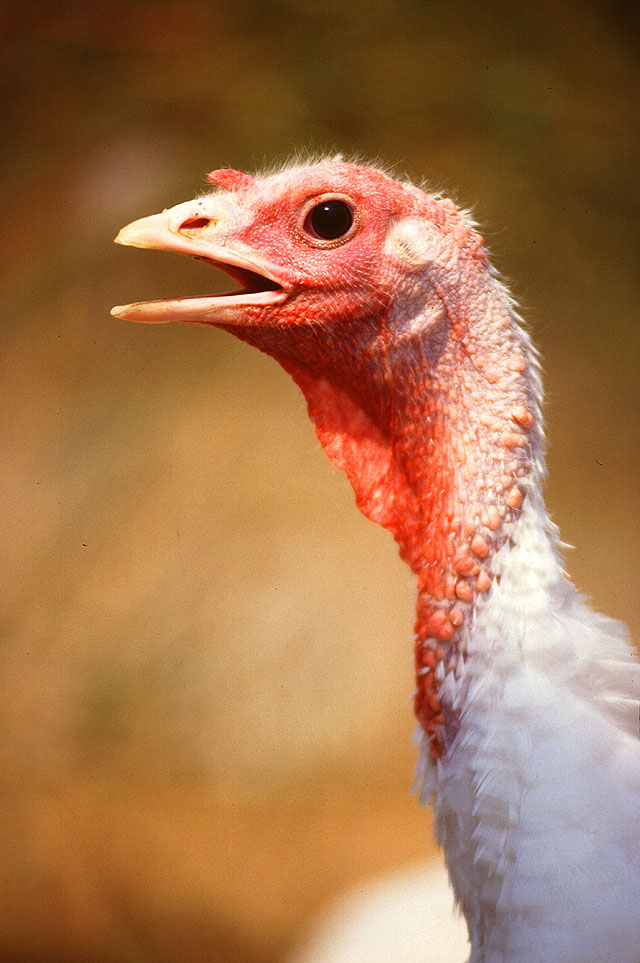
Vrouwelijke kalkoen.
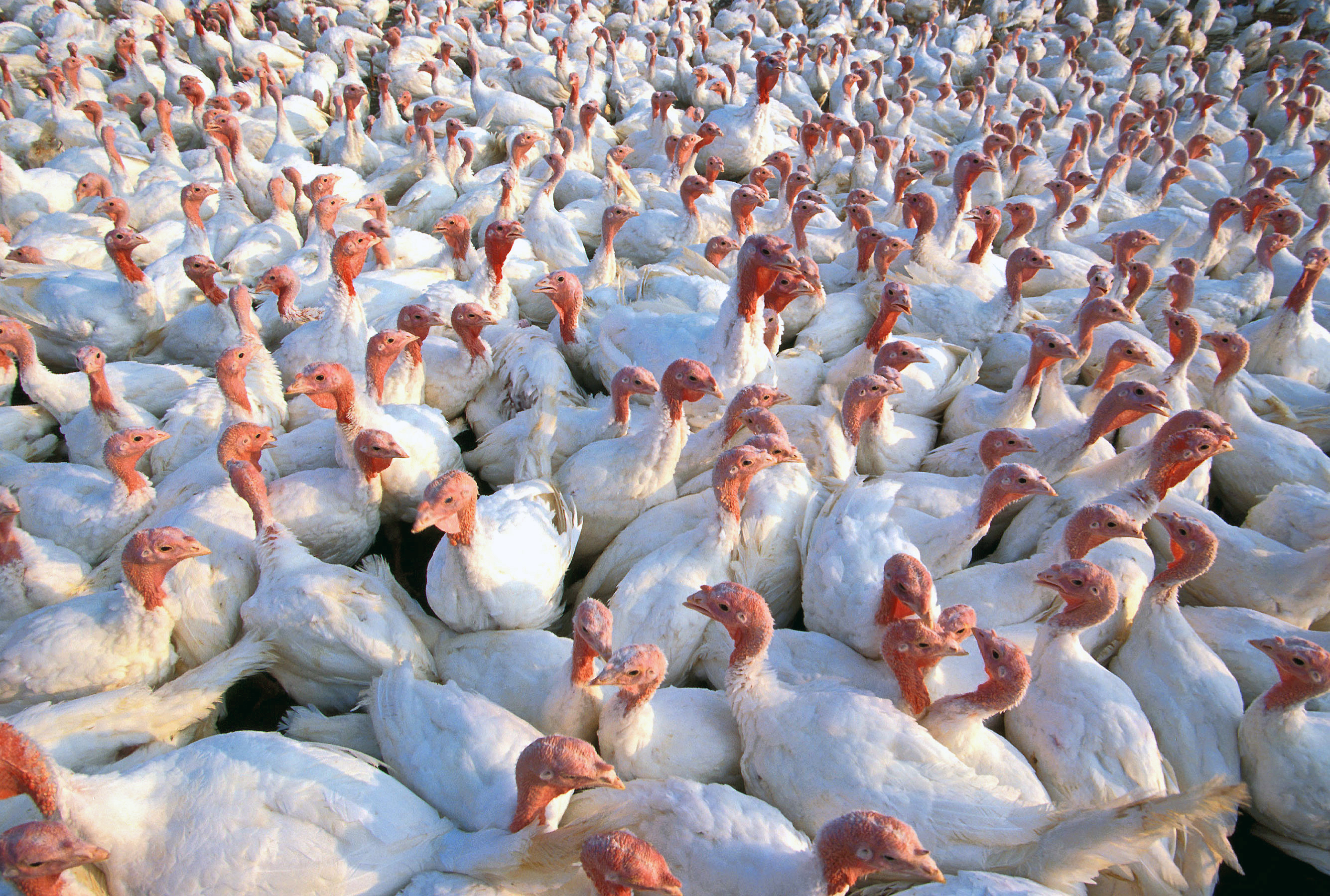
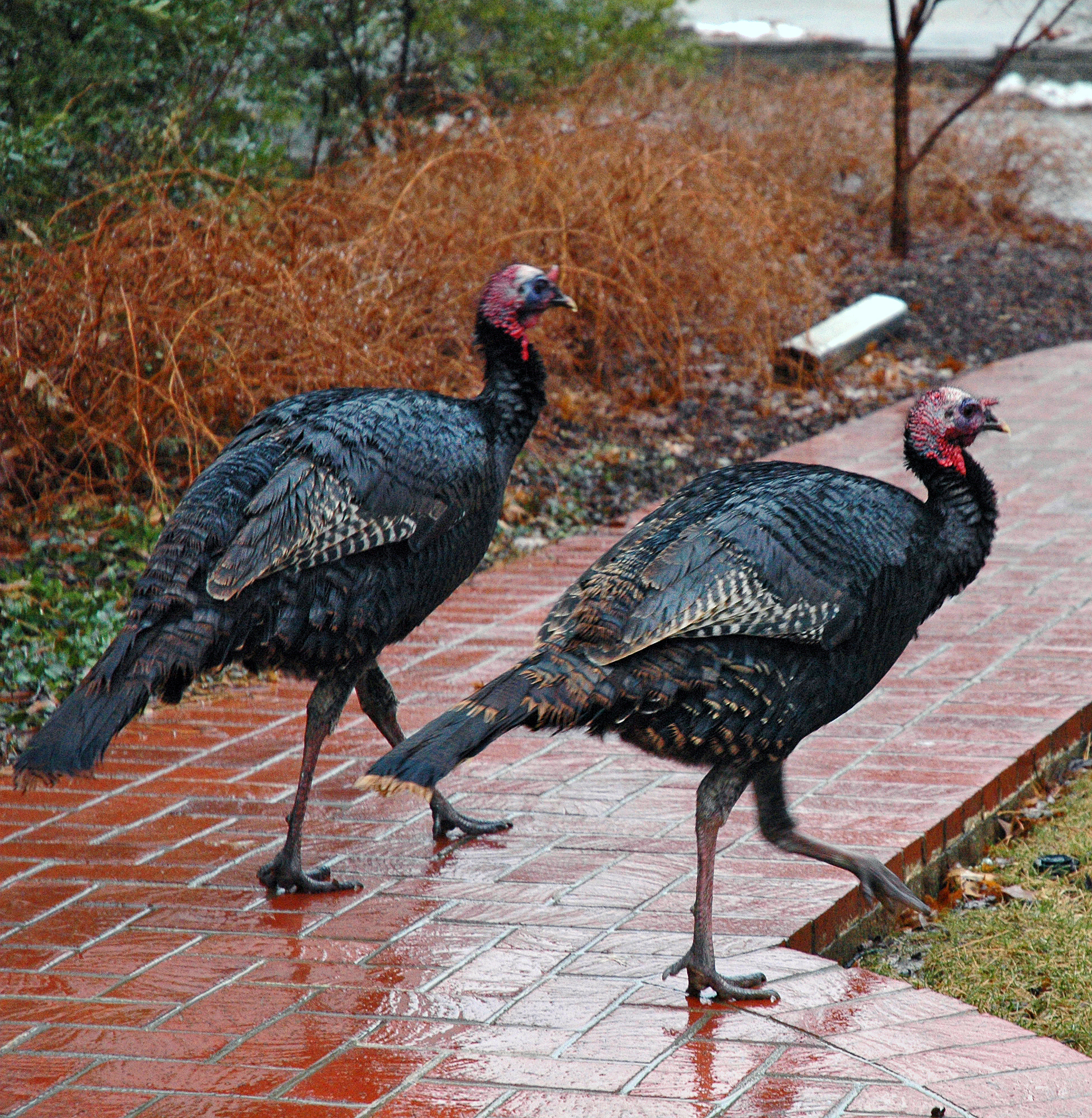
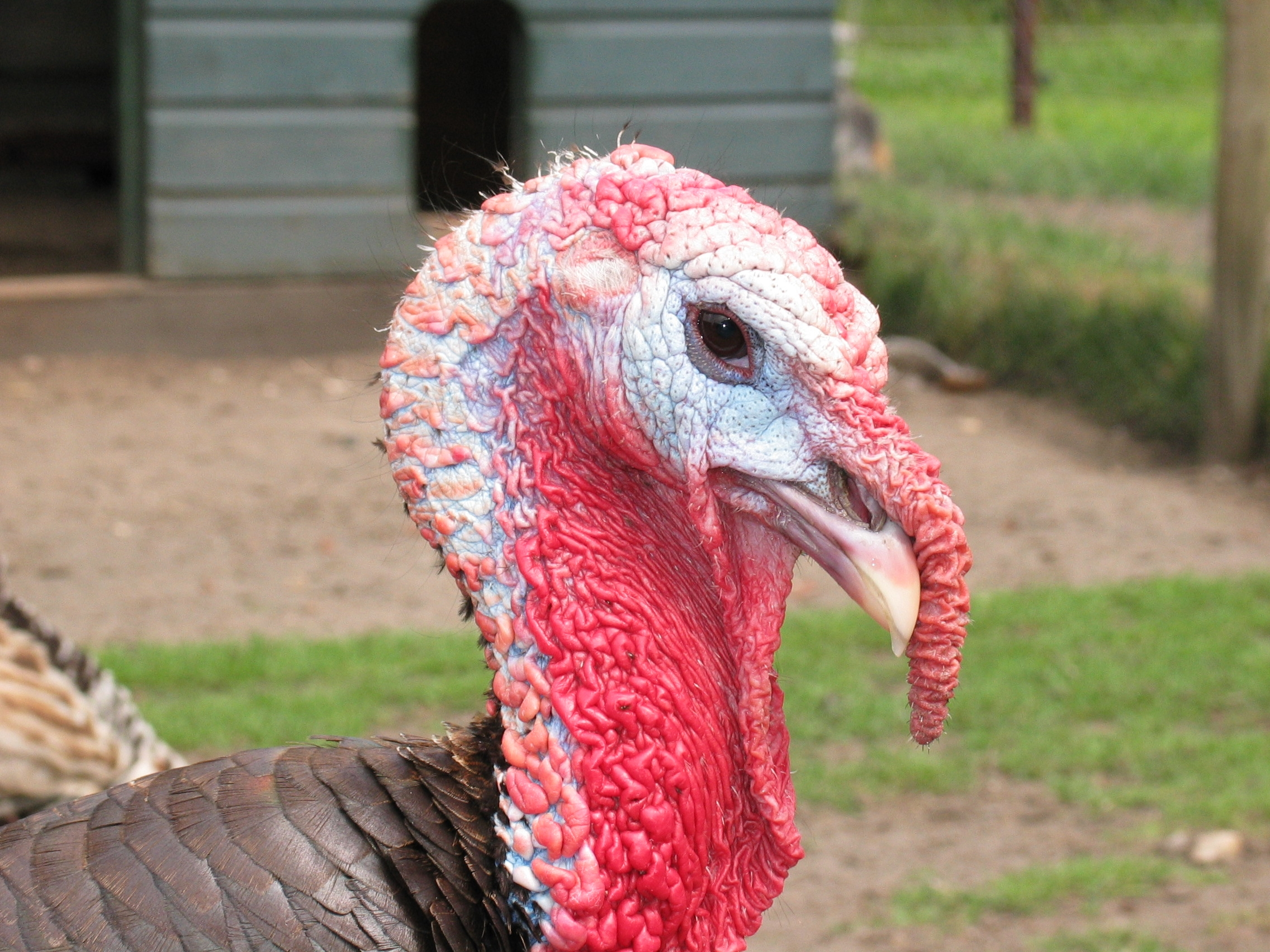
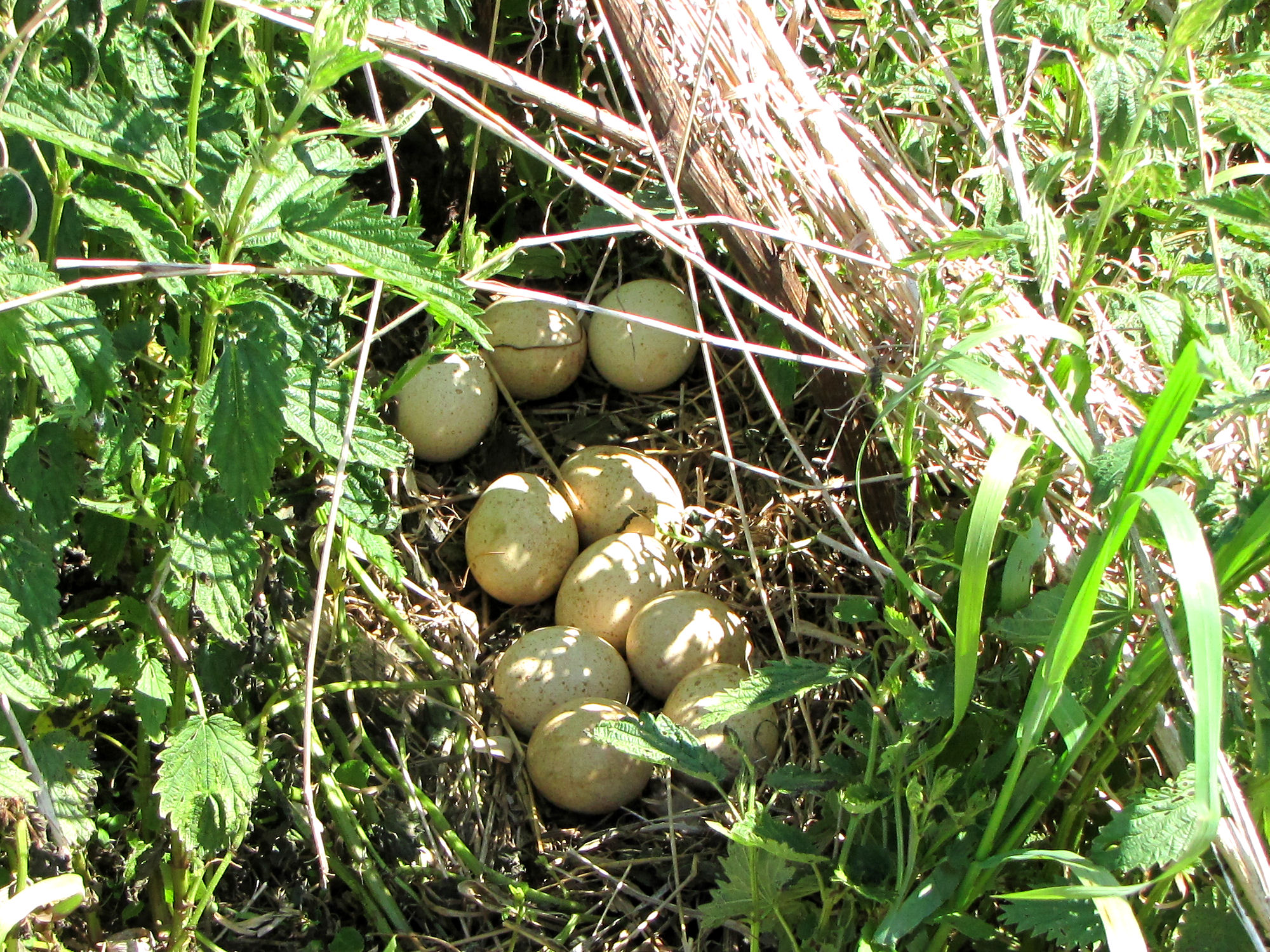
Een nest met 10 eieren.

## Trivia
Op Thanksgiving Day staat traditioneel kalkoen op het menu van de Amerikanen. John F. Kennedy at waarschijnlijk als eerste Amerikaanse president een geschonken kalkoen niet op. Sporadisch werd een kalkoen gespaard door een president. Ronald Reagan gebruikte als eerste het woord gratie voor een kalkoen om een lastige vraag over gratie voor een journalist af te wenden. Bush Sr. gaf als eerste officieel gratie aan een kalkoen en sindsdien is het een gewoonte en inmiddels een traditie, de National Thanksgiving Turkey.